# Roger Belval
 (janvier 2023).
Roger Belval dit Wézo, né à Granby le 10 février 1948, est un musicien de rock et blues québécois, originaire de la ville de Granby, où sa mère gérait un restaurant près de l'Avenue du Parc durant les années 1960. Il a été le batteur des groupes Offenbach, Corbeau et Corbach. Il y a côtoyé Pierre Harel, Gerry Boulet et Marjolaine Morin selon les époques.
En 1962 à Granby, Roger Belval et Jean Gravel forment le groupe Rockets en compagnie de Réal Perreault et André Thibodeau, ils animent ainsi les veillées paroissiales et les partys d'écoles. Deux ans plus tard, ils changent de nom et deviennent Les Venthols avec l'arrivée d'un nouveau membre, Michel Déragon. Puis ce groupe perdure pendant quelques mois pour changer encore de nom et devenir les Héritiers en 1965, jusqu'en 1968. C'est alors que Jean Gravel quitte Les Héritiers pour rejoindre Les Gants Blancs des frères Gérald et Denis Boulet. Quant à Roger Belval, il se joindra à Offenbach en 1972, après avoir joué avec Les Aimless, il y est remplacé par Michel Bessette (qui sera plus tard claviériste du groupe Corbach). En 1977, il quitte Offenbach en même temps que le bassiste Michel Lamothe pour intégrer le groupe Corbeau. Il jouera par la suite avec Corbach, en 1994 et 1996 ainsi qu'avec Corbeau 85 sur l'album Hôtel Univers et, finalement avec Pierre Harel en solo. En 2009, Wézo retrouve ses comparses de Corbeau moins Harel qui ne participe pas, pour enregistrer une chanson de Corbeau, Demain sur l'album Marjo et ses hommes Vol 1, on retrouvera la même chanson sur la compilation de 2010 regroupant les deux volumes en un seul.

## Discographie
- Offenbach :

- Albums studio -
- 1976 : Never too tender
- 1977 : Offenbach

- Album Live -
- 1973 Saint-Chrone de Néant

- Musique de film -
- 1973 : Bulldozer
- 1974 : Tabarnac

- Corbeau :

- Albums studio -
- 1979 : Corbeau
- 1981 : Fou
- 1982 : Illégal
- 2017 "IN LOVE" ,sur l'album ENCORE DEBOUT de Redge Lambert

Ce fut la dernière chanson qu il enregistra.
- EP -
- 1983 : Visionnaire E P de 4 chansons.

- Album Live -
- 1984 : Dernier Cri - Album Double

- Compilation -
- 1992 : L'intégrale - Album Double

- Corbeau 85 :

- Album studio -
- 2005 : Hôtel Univers

- Compilation -
- 2005 : Rockollection - Compilation regroupant Corbeau 85 et Corbach.

- Corbach :

- Albums studio-
- 1994 : Rite Rock
- 1996 : Amérock du nord

- Pierre Harel :

- Albums studio -
- 1988 : Tendre Ravageur
- 2002 : Félix Leclerc en colère
- 2005 : Rock ma vie

- Musique de film  : Ces musiques n'ont pas été endisquées et ne peuvent être trouvées sous forme de disques.
- 1979 : Vie D'ange - Film de et avec Pierre Harel, sur un scénario de Paule Baillargeon, sur une idée originale de Pierre Harel. Avec Pierre Harel, Paule Baillargeon, Steve Fiset, Louise Forestier, Jean-Guy Moreau, etc. Musique de Pierre Harel avec Donald Hince et Roger Wézo Belval.
- 1987 : Grelots rouges et sanglots bleus - Film de Pierre Harel : réalisation, scénographie Réal Larouche sur un scénario de Hélène Gagnon et Pierre Harel, avec Francine Auger, Magdaléna Gaudreault, Pierre Harel, Luc Matte. Musique de Roger "Wezo" Belval, Pierre Harel, Donald Hince et Michel Lamothe.

- Marjo :
- 2009 : Marjo et ses hommes Volume 1 - La chanson de Corbeau Demain.
- 2012 : Marjo et ses homes L'intégrale - Idem. Album double.